# 마스키로프카
마스키로프카(러시아어: маскировка, 뜻: 변장)는 20세기 초반부터 고안된 러시아의 군사 교리로 속임수, 부정과 기만에 이르기까지 광범위한 군사적 조치를 일컫는 표현이다. 기만적인 수단에는 은폐, 미끼 또는 가짜 모방, 조작, 거부 및 허위 정보가 포함된다. 1944년 소련 군사 백과사전은 마스키로프카를 '군대의 전투 작전과 일상 활동을 보장하는 수단, 군대의 존재와 배치에 대해 적이 잘못 파악하도록 하는 복잡한 조치'로 정의한다. 미스키로프카가 적용된 사례들은 스탈린그라드 전투, 쿠르스크 전투, 바그라티온 작전이 대표적이다. 이 경우 공격과 방어 모두에 병력이 집중되어 있음에도 기습이 이루어졌다. 이 교리는 쿠바 미사일 위기, 프라하의 봄, 크림 반도 합병 같은 사건에서 부정하고 기만하는 작전을 통해 평시에도 실행된다.

## 같이 보기
- 기동전
- 대리전